# Pierwszy dzień po końcu świata
Pierwszy dzień po końcu świata – siódmy album studyjny polskiego rapera i autora tekstów, Sariusa, który został wydany 30 sierpnia 2019 nakładem wytwórni Antihype. Materiał jest promowany przez trzy single. Główny, o tej samej nazwie, zadebiutował 11 lipca 2019, a pod koniec tego samego miesiąca wypuszczono drugi singel zwiastujący krążek, „Sam”. „Młody Weles” stał się w sierpniu 2019 trzecim nagraniem promującym projekt.
12 września 2019 album zadebiutował na 1. miejscu OLiS i osiągnął status platynowej płyty.

## Lista utworów
Na podstawie:
1. „Pierwszy dzień po końcu świata”
2. „Bentley”
3. „Młody Weles”
4. „Pokój”
5. „Nie widać po mnie”
6. „Sam”
7. „Cichy śpiew”
8. „Ciemność”
9. „Na zawsze”
10. „Trumna”
11. „Wampir”

oraz dodatkowy, ukryty utwór: „Zalatani”